# Luc Jouret
Luc Jouret (Kikwit (Belgisch-Congo), 17 oktober 1947 - Salvan (Zwitserland), 5 oktober 1994) was een Belgisch homeopathisch arts die samen met Joseph Di Mambro de sekte Orde van de Zonnetempel stichtte.
Jouret verkondigde dat de ondergang van de wereld nabij was. De nieuwe sekte had tot doel een geestelijke elite bijeen te brengen die zich zou klaarmaken voor de "reis naar Sirius". Deze 'reis' was de zelfdoding waardoor men de Apocalyps te snel af zou zijn. Op de ster Sirius kon men zich dan voorbereiden op de komst van een nieuwe wereld. Die zou aanbreken met de terugkomst op aarde van Jezus Christus in de gedaante van een zonnegod die de christelijke kerken en de islam zou verenigen in één grote godsdienst.
Jouret pleegde zelfmoord in het Zwitserse dorp Salvan, hetgeen leidde tot massale zelfdoding van zijn sekteleden.
Hij was ook een van de stichters van de neonazistische / maoïstische pan-Europese partij Parti Communautaire Européen.
- Bibliothèque nationale de France: cb131719912 (data)
- Gemeinsame Normdatei: 1147213151
- International Standard Name Identifier: 0000 0000 7402 0208
- Library of Congress Control Number: n99030229
- Virtual International Authority File: 48557501
- WorldCat: E39PBJvd4vD4WbCgTJXjH4kYyd